# Diane Dodds

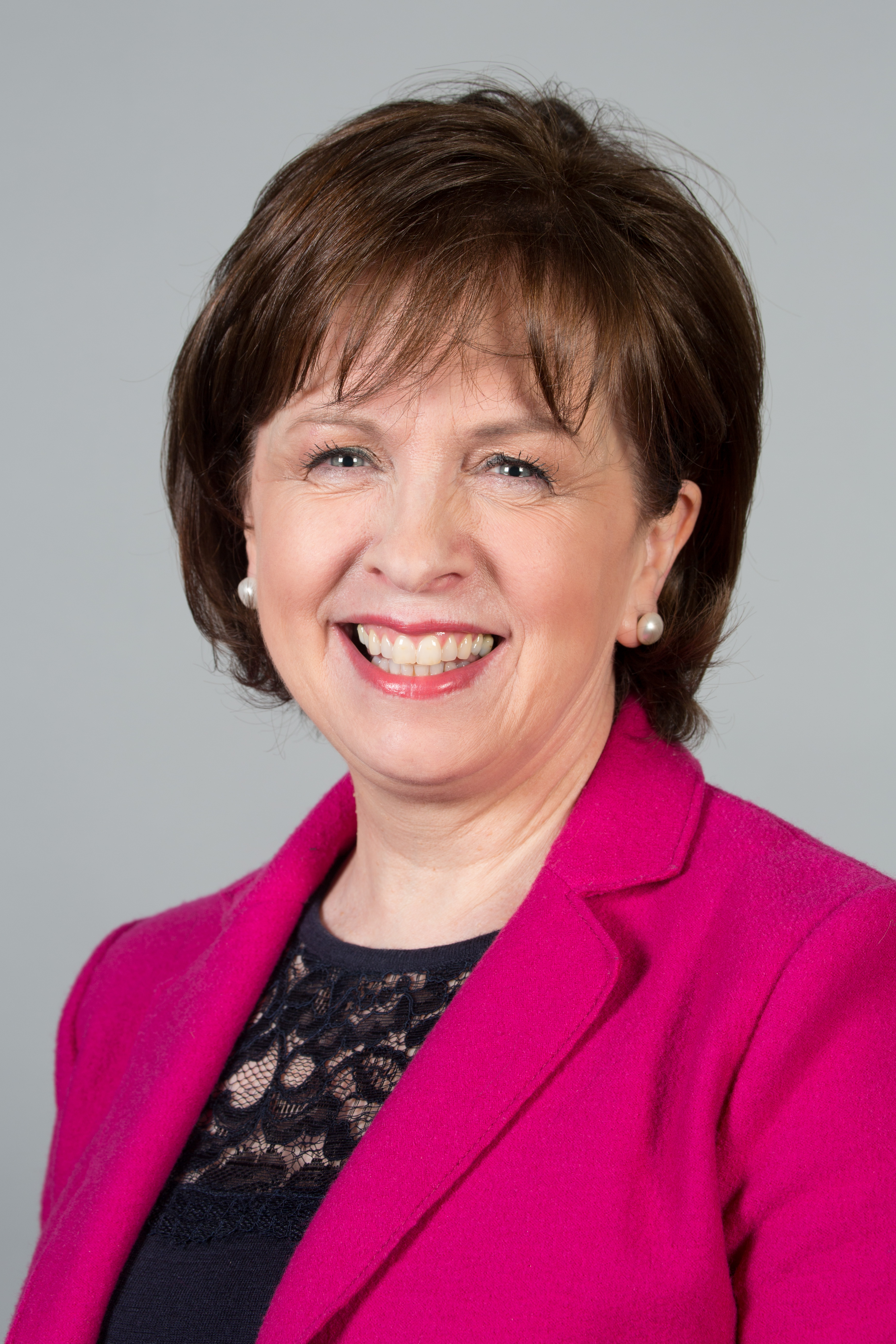
Diane Dodds (2014)

Diane Dodds (Banbridge, 16 augustus 1958) is een Noord-Iers politica en lid van het Europees Parlement voor de Democratische Unionistische Partij (DUP).
Dodds is afgestudeerd in geschiedenis en Engels aan de Queen's University. Na haar studie ging ze als gekwalificeerd docent les geven in geschiedenis en Engels aan de Laurelhill High School in Lisburn. In 2003 werd ze gekozen tot lid van het Assemblee voor Noord-Ierland, ze vertegenwoordigde het kiesdistrict Belfast West, ze bleef lid tot 2007. In 2005 werd ze lid van de gemeenteraad van Belfast, in deze raad werd ze gekozen met de meeste voorkeurstemmen van heel Noord-Ierland.
Tijdens de Europese verkiezingen van 2009 werd ze gekozen tot lid van het Europees Parlement. In dit parlement maakt Dodds geen deel uit van een Europese fractie. Tijdens de Europese verkiezingen van 2014 werd ze herkozen, in het parlement maakt ze deel uit van de volgende commissies:
- Lid van de 'Commissie landbouw en plattelandsontwikkeling'
- Lid van de 'Commissie visserij'
- Lid van de 'Delegatie voor de betrekkingen met Canada'